# 黑隆头蛛
黑隆头蛛（学名：[Eresus niger] 错误：{{Lang}}：文本有斜体标记（帮助））为隆头蛛科隆头蛛属的动物。在中国大陆，分布于北京、辽宁、山东等地。其种加词“niger”意为“黑色的”。